# Lo Bacon
Lo Bacon (en francès i oficial, Les Monts-Verts) és un municipi francès situat al departament del Losera i a la regió d'Occitània.